# Encoded Archival Description
La Encoded Archival Description (EAD, «Descripción Archivística Codificada») es una norma que utiliza un vocabulario XML (Extensible Markup Language) para la codificación de instrumentos de descripción de archivos con el fin de publicar, intercambiar y usar la información archivística a través de internet. Dispone de herramientas para facilitar las búsquedas, la recuperación y la navegación entre los distintos niveles de descripción.
No depende de ninguna plataforma informática y es mantenida por el Subcomité Técnico de EAD de la Society of American Archivists, en asociación con la Biblioteca del Congreso de Estados Unidos. Su última versión, EAD3, fue publicada en 2015. La versión 1.1.1 de EAD3 se publicó en 2019.

## Historia
A principios de los 90, coincidiendo con el desarrollo de las redes en línea, los archiveros de Estados Unidos comprendieron la importancia de describir detalladamente sus colecciones para hacerlas accesibles al público. Los documentos de los archivos poseen unas características que los diferencian de las colecciones bibliotecarias; son documentos únicos y mantienen, junto a otros documentos generados por una institución, persona o familia, una relación jerárquica dentro de una colección o fondo. El formato MARC AMC permitía la creación y recuperación de registros descriptivos de archivos a nivel fondo en los catálogos en línea de acceso público (OPAC) pero no podía identificar un documento concreto dentro del mismo.
En 1993, el equipo de la Universidad de California en Berkeley, dirigido por Daniel Pitti inició un proyecto de investigación con el fin de valorar la viabilidad de establecer un estándar de codificación para los instrumentos de descripción electrónicos de archivos, bibliotecas, museos y repositorios. Este debía reflejar su estructura jerárquica y permitir la navegación entre los distintos niveles a la vez que daba soporte para facilitar las búsquedas a través de internet, por lo que se consideró que SGML (Standard Generalized Markup Language) era el esquema de codificación más adecuado para la creación de DTD (descripción de tipo de documento), marco estructural que define qué elementos y atributos serán usados para la codificación de los instrumentos de descripción y las reglas para su uso. Su ventaja frente a otros lenguajes era la diferenciación entre presentación y contenido, lo que permitía que un mismo documento pudiera ser procesado por distintos tipos de software.
En 1995 se crea un grupo de trabajo a nivel internacional compuesto por bibliotecarios y archiveros de la Biblioteca del Congreso de Estados Unidos, universidades y otras instituciones que crean EAD, una versión modificada de la DTD original del grupo de Berkeley. El proyecto se cede a la Society of American Archivists, que será la encargada de su desarrollo y en 1996 la Biblioteca del Congreso de Estados Unidos asume el mantenimiento informático y la difusión de EAD.

### Versiones
- EAD 1.0 (1998). Presentaba una DTD con sintaxis SGML y compatible con el nuevo estándar XML para facilitar su desarrollo a través de la web,[2] un repertorio de etiquetas que definía los elementos y atributos; y unas directrices de aplicación.[7] Un año después fue adoptada como estándar descriptivo por la Society of American Archivists.
- EAD 2002. La segunda versión de la Norma Internacional General de Descripción Archivística, ISAD(G) se publica en el año 2000 y presenta diferencias considerables tanto en su forma como en sus objetivos; postulándose como la guía de referencia para la descripción archivística.[8] Por otro lado, XML se ha consolidado como estándar para intercambiar información estructurada a través de la web. Esta nueva versión de EAD se realiza para dar cabida a ambos hechos.[4]
- EAD3 (2015). Esta nueva versión busca simplificar y actualizar EAD para conectar más fácilmente con otros estándares como EAC-CPF (Contexto Archivístico Codificado - Instituciones, Personas y Familias) con el fin de alejarse del ángulo de presentación hacia la codificación de datos completa.[9]

## Principios
Se publicaron en 2002 con el objetivo de servir de guía para los futuros cambios de la DTD de EAD y facilitar su uso por la mayoría de la comunidad archivística.
1. EAD debe adaptarse a las distintas prácticas internacionales sobre descripción de archivos para que las instituciones puedan hacer accesibles sus recursos archivísticos a los usuarios.
2. Los elementos y atributos de EAD deben estar adecuados al uso de la mayoría, pero al mismo tiempo posibilitar su adaptación a necesidades específicas relacionadas con el lenguaje o los medios de producción.
3. EAD trata la información de los recursos archivísticos para su publicación e intercambio en la web.
4. EAD no es un estándar de contenido, indica cuál es la estructura de los datos pero no cómo deben cumplimentarse. Dispone de una biblioteca de etiquetas que indica el tipo de datos que se pretende incluir en un elemento que deberá relacionarse con un área descriptiva y un estándar de contenido.
5. EAD es un mecanismo de transferencia que utiliza formatos de comunicación de datos basados en sintaxis SGML/ XML.
6. Aunque EAD se centra en la estructura de la descripción archivística, esta proporciona los mecanismos suficientes para ser producidos en distintos formatos que se adecuen a los instrumentos de búsqueda, a los formatos de visualización web y a los de impresión.
7. La EAD DTD especifica cómo se ordenan y agrupan los elementos, pero no supone una limitación en la forma en que éstos se presentan. No se valora la realización de cambios para facilitar la presentación de los elementos, pero sí para añadir nuevos.
8. Para garantizar la aceptación y continuidad de EAD, se marcan como objetivos minimizar la barreras técnicas para su uso, ser transparentes en sus cambios y garantizar la compatibilidad con las versiones anteriores, para las que se primará la agregación de elementos en vez reemplazarlos por otros.

## Estructura
Se corresponde con la actual versión EAD3.

### Elementos
Consta de 165 elementos representados como etiquetas o Tag Name, utilizados para ser legibles por la máquina.
La etiqueta <defitem> representa al elemento Definition List Item.
Ejemplo de su utilización:
```
<defitem>
<label>ALS</label>
<item>Autograph Letter Signed</item>
</defitem>

```

### Atributos
Cuenta con 85 atributos, la mayor parte opcionales y otros obligatorios, que pueden asociarse con los distintos elementos para reflejar diferentes propiedades y valores.
```
<[tag] [attribute]="[value]">

O

<[tag] [attribute1]="[value1]" [attribute2]="[value2]">

```

Ejemplo desarrollado:
```
<unitdate unitdatetype="inclusive">1937-1992</unitdate>

O

<unitdate unitdatetype="inclusive" normal="1937/1992">1937-1992</unitdate>

```

Los atributos de EAD tienen los siguientes tipos de datos:
- anyURI: Identificador uniforme de recursos. Tanto URL como URN.
- ENTITY: Nombre de una entidad no analizada que se ha declarado en la declaración de un subconjunto de documentos.
- ID: Identificador único.
- IDREF: Valores de referencia de identificación. Debe coincidir con un ID existente de otro elemento que esté en el documento.
- IDREFS: Lista de valores de referencia de identificación.
- NMTOKEN: Cualquier tipo de símbolo menos un espacio en blanco.
- string: Es el tipo de dato más general, un atributo de este tipo puede contener cualquier secuencia de caracteres permitidos en XML.
- Token: No puede contener un retorno, ni un avance de línea, ni espacios iniciales o finales.

### Equivalencias
Estas tablas han sido extraídas de Encoded Archival Description Tag Library: Version EAD3.

#### ISAD (G) a EAD3
| ISAD(G)                                                                            | EAD3 |
| ---------------------------------------------------------------------------------- | --- |
| 1.1 Código(s) de Referencia                                                        | <agencycode> and <recordid> within <control>; <unitid> and within ; with @countrycode and @repositorycode |
| 1.2 Título                                                                         | <unittitle>                                                                                               |
| 1.3 Fechas(s)                                                                      | <unitdate>, <unitdatestructured>                                                                          |
| 1.4 Nivel de descripción                                                           | <archdesc> and <c> @level                                                                                 |
| 1.5 Volumen y soporte de la unidad de descripción (cantidad, tamaño o dimensiones) | <physdesc>, <physdescstructured>                                                                          |
| 2.1 Nombre del productor                                                           | <origination>                                                                                             |
| 2.2 Historia institucional Reseña biográfica                                       | <bioghist>                                                                                                |
| 2.3 Historia Archivística                                                          | <custodhist>                                                                                              |
| 2.4 Forma de ingreso                                                               | <acqinfo>                                                                                                 |
| 3.1 Alcance y Contenido                                                            | <scopecontent>                                                                                            |
| 3.2 Valoración, selección y eliminación                                            | <appraisal>                                                                                               |
| 3.3 Nuevos ingresos                                                                | <accruals>                                                                                                |
| 3.4 Organización                                                                   | <arrangement>                                                                                             |
| 4.1 Condiciones de acceso                                                          | <accessrestrict>                                                                                          |
| 4.2 Condiciones de reproducción                                                    | <userestrict>                                                                                             |
| 4.3 Lenguas/escritura(s) de los documentos                                         | <langmaterial>                                                                                            |
| 4.4 Características físicas y requisitos técnicos                                  | <phystech>                                                                                                |
| 4.5 Instrumentos de descripción                                                    | <otherfindaid>                                                                                            |
| 5.1 Existencia y localización de los documentos originales                         | <originalsloc>                                                                                            |
| 5.2 Existencia y localización de copias                                            | <altformavail>                                                                                            |
| 5.3 Unidades de descripción relacionadas                                           | <relatedmaterial>, <separatedmaterial>                                                                    |
| 5.4 Nota de publicaciones                                                          | <bibliography>                                                                                            |
| 6.1 Notas                                                                          | <didnote>, <odd>                                                                                          |
| 7.1 Nota de Archivero                                                              | <processinfo>                                                                                             |
| 7.2 Reglas o normas                                                                | <conventiondeclaration>                                                                                   |
| 7.3 Fecha de la descripción                                                        | <maintenanceevent><eventdatetime>                                                                         |

#### MARC 21 a EAD3
MARC 21 es el formato de codificación más extendido actualmente para la transferencia de información bibliográfica.
| MARC 21                                                       | EAD3                                                                                           |
| ------------------------------------------------------------- | ---------------------------------------------------------------------------------------------- |
| 041 Código de lengua                                          | <langmaterial><language> @langcode                                                             |
| 100 Autor personal                                            | <origination><persname>, <origination><famname>                                                |
| 110 Entidad                                                   | <origination><corpname>                                                                        |
| 111 Congreso                                                  | <origination><corpname>                                                                        |
| 130 Título uniforme                                           | <unittitle>                                                                                    |
| 245 Título propio                                             | <unittitle>                                                                                    |
| 245$f Título propio que incluye fechas                        | <unitdate unitdatetype="inclusive">, <unitdatestructured unitdatetype="inclusive">             |
| 245$g Título propio que incluye abundantes fechas             | <unitdate unitdatetype="bulk">, <unitdatestructured unitdatetype="bulk">                       |
| 254 Área de datos específicos de música                       | <materialspec>                                                                                 |
| 255 Área de datos matemáticos cartográficos                   | <materialspec>                                                                                 |
| 255$c Área de datos matemáticos cartográficos con coordenadas | <geographiccoordinates>                                                                        |
| 256 Características de archivo de ordenador                   | <physdescstructured><quantity> and <physdescstructured><unittype>                              |
| 260 Área de publicación                                       | <unitdate>, <unitdatestructured>                                                               |
| 300 Descripción física                                        | <physdesc>, <physdescstructured> subelements <quantity>, <unittype>, <dimensions>, <physfacet> |
| 340 Tipo de material                                          | <phystech>                                                                                     |
| 351 Organización y arreglos                                   | <arrangement>                                                                                  |
| 351$f Nivel jerárquico                                        | <archdesc> @level                                                                              |
| 355 Control de clasificación de seguridad                     | <accessrestrict>                                                                               |
| 500 Nota general                                              | <didnote>, <odd>                                                                               |
| 506 Restricciones en la nota de acceso                        | <accessrestrict>, <legalstatus>                                                                |
| 510 Nota de citas o referencia                                | <bibliography>                                                                                 |
| 520 Nota sumario o resumen                                    | <abstract>, <scopecontent>                                                                     |
| 524 Citación preferida de los materiales descritos            | <prefercite>                                                                                   |
| 530 Forma física adicional disponible                         | <altformavail>                                                                                 |
| 535 Localización de documentos originales/duplicados          | <originalsloc>                                                                                 |
| 536 Nota de patrocinador                                      | <sponsor>                                                                                      |
| 538 Detalles del sistema                                      | <phystech>                                                                                     |
| 540 Condiciones de uso y reproducción                         | <userestrict>                                                                                  |
| 541 Forma de ingreso                                          | <acqinfo>                                                                                      |
| 544 Localización de otros materiales de archivo               | <relatedmaterial>, <separatedmaterial>                                                         |
| 545 Datos biográficos o históricos                            | <bioghist>                                                                                     |
| 546 Nota de Lengua                                            | <langmaterial>                                                                                 |
| 561 Propiedad e historia de custodia                          | <custodhist>                                                                                   |
| 581 Publicaciones sobre los materiales descritos              | <bibliography>                                                                                 |
| 583 Acción                                                    | <appraisal>, <processinfo>                                                                     |
| 584 Acumulación y frecuencia de uso                           | <accruals>                                                                                     |
| 600 Materia – Autor personal                                  | <controlaccess><persname relator="subject">, <controlaccess><famname relator="subject">        |
| 610 Materia - Entidad                                         | <controlaccess><corpname relator="subject">                                                    |
| 611 Materia - Congreso                                        | <controlaccess><corpname relator="subject">                                                    |
| 630 Materia – Título uniforme                                 | <controlaccess><title relator="subject">                                                       |
| 650 Materia                                                   | <controlaccess><subject>                                                                       |
| 651 Nombre geográfico como materia                            | <controlaccess><geogname relator="subject">                                                    |
| 655 Forma como materia                                        | <controlaccess><genreform>                                                                     |
| 656 Término de indización - profesión                         | <controlaccess><occupation>                                                                    |
| 657 Función                                                   | <controlaccess><function>                                                                      |
| 69x Acceso a un tema local                                    | <controlaccess><subject source="local">                                                        |
| 700 Encabezamiento secundario – Autor personal                | <controlaccess><persname>, <controlaccess><famname>                                            |
| 710 Encabezamiento secundario - Entidad                       | <controlaccess><corpname>                                                                      |
| 711 Encabezamiento secundario - Congreso                      | <controlaccess><corpname>                                                                      |
| 720 Encabezamiento secundario – Sin control                   | <name>                                                                                         |
| 730 Encabezamiento secundario – Título uniforme               | <controlaccess><title>                                                                         |
| 740 Encabezamiento secundario – Título diferente              | <controlaccess><title>                                                                         |
| 752 Encabezamiento secundario – Nombre jerárquico de lugar    | <geogname>                                                                                     |
| 852 Localización                                              | <repository>, <physloc>                                                                        |